# Unnur Birna Vilhjálmsdóttir
Unnur Birna Vilhjálmsdóttir (nacida el 25 de mayo de 1984 en Reykjavík, Islandia) es una modelo, actriz, maestra de ceremonias, y una exganadora de Miss Islandia, así como del certamen de Miss Mundo.
Unnur Birna fue sucedida por Sif Aradóttir que representó a Islandia en el concurso de Miss Universo 2006 en Los Angeles, California, EE. UU. el 23 de julio de 2006. Ella coronó a su sucesora, Taťána Kuchařová de la República Checa, la siguiente Miss Mundo del 30 de septiembre de 2006.
Unnur ha protagonizado como Anna la película The Higher Force - la chica en la pista de baile. En 2009, interpretó a un personaje llamado Tota en una película llamada Jóhannes.
En 2011, Unnur aparece en un anuncio, que promueve La Laguna Azul, un famoso balneario geotérmico y atracción turística en Islandia.

## Filmografía
| Año  | Filme            | Rol  | Otras notas      |
| ---- | ---------------- | ---- | ---------------- |
| 2008 | The Higher Force | Anna | Papel de reparto |
| 2009 | Jóhannes         | Tóta | Papel de reparto |

| Predecesor: · María Julia Mantilla · Perú | Miss Mundo 2005 | Sucesor: · Taťána Kuchařová · República Checa |